# Fomoria aegaeica
Fomoria aegaeica is een vlinder uit de familie van de dwergmineermotten (Nepticulidae). De wetenschappelijke naam is voor het eerst voorgesteld als Ectoedemia aegaeica door Zdeněk Laštůvka, Aleš Laštůvka en Roland Johansson in een publicatie uit 1998.
De soort komt voor in Griekenland.